# Cestou starých soukenických mistrů Počáteckých
Cestou starých soukenických mistrů Počáteckých je naučná stezka, která vede okolím Počátek. Její celková délka činí cca 2 km, nachází se na ní 5 zastavení a, jak název napovídá, je zaměřena především na historii soukenictví v Počátkách.

## Vedení trasy
Trasa začíná v Počátkách v ulici Žižkova u kostela Božího těla. Odtud míří silničkou ke Káňovskému rybníku a okolo rekreační osady Valcha, míjí odbočku k rekreační osadě Volmanec a po lesní cestě směřuje ke svému cíli u poutního místa/pramene sv. Ludmily, kolem něhož v minulosti chodili lidé z Počátek do Polesí. Stezka také vede jednou z dominant nejbližšího okolí Počátek – Valchovskou alejí.

## Zastavení
- Kostel Božího těla, hřbitov a kostnice
- Valchovská alej
- Valcha
- Velké jezero
- Pramen sv. Ludmila